# 牛尾光宏
牛尾 光宏（うしお みつひろ）は、日本の厚生労働技官、医師。厚生労働省大臣官房審議官や、ベトナム保健省保健政策アドバイザー、茨城県保健福祉部技監などを務めた。ベトナム国民健康貢献賞受賞。

## 人物・経歴
兵庫県姫路市出身。1982年岡山大学医学部卒業、厚生省入省。国立病院機構医療部長、厚生労働省大臣官房参事官（医薬食品担当）などを経て、2009年国際協力機構人間開発部技術審議役。2013年国立がん研究センター理事長特任補佐。同年厚生労働省大臣官房審議官（がん対策、国際保健担当）。2015年に退官後、国際協力機構技術協力専門家としてハノイで活動し、ベトナム保健省保健政策アドバイザーに就任。2019年にはベトナム国民健康貢献賞を受賞した。同年茨城県保健福祉部技監兼ひたちなか保健所長兼常陸大宮保健所長。同年茨城県ひたちなか保健所長。2021年茨城県知事表彰受賞。この間、姫路ふるさと大使、広島大学医学部客員教授なども務めた。